# Mark Millar
Mark Millar (geboren 24 december 1969) is een Schotse comicschrijver. Hij is bekend door zijn werken aan Kick-Ass, Wanted, The Secret Service en Civil War. Voor zijn werken is hij al genomineerd geweest voor vier Eisner Awards en twee Eagle Awards.

## Carrière
Millar schreef zijn eerste comic, Trident's Saviour toen hij nog op de middelbare school zat. Hij werkte hier voor samen met Daniel Vallely die voor de tekeningen zorgde. Saviour combineerde elementen zoals religie, satire en superhelden.
Tijdens de jaren 90 werkte Millar aan 2000 AD, Sonic the Comic en Crisis. Door zijn Britse werken trok hij de aandacht van DC Comics en in 1994 begon hij te werken aan zijn eerst Amerikaanse comic genaamd Swamp Thing. De eerste vier uitgaven schreef hij samen met Grant Morrison, zodat hij gemakkelijk het werk kon leren kennen. Vanaf toen begon Millar aan verschillende DC titels te werken, vaak samen met Morrison.
In 2000 verving hij warren Ellis, die aan The Authority werkte en in 2001 kondigde Millar zijn ontslag aan bij DC. Zijn miniserie Superman: Red Son werd wel nog uitgegeven in 2003.
In 2001 begon Millar aan Ultimate X-Men onder Marvel Comics en het jaar daarna werkte hij samen met illustrator Bryan Hitch aan The Ultimates, een equivalent van The Avengers. Zijn werk aan The Ultimates werd later gebruikt in twee animatiefilms.
Na 33 uitgaven verliet Millar Ultimate X-Men en in 2004 schreef hij de Marvel Knights Spider-Man reeks. Ook schreef hij samen met Brian Michael Bendis de eerste zes uitgaven van Ultimate Fantastic Four en in 2005 tot 2006 schreef hij nog 12 delen. Die delen lagen later aan de basis van de Marvel Zombies spin-off.
In 2006 werkte Millar samen met Steve McNiven aan de miniserie Civil War. In 2008 schreef hij terug wat voor de Fantastic Four en werkte hij samen met Tommy Lee Edwards aan de miniserie Marvel 1985. Hij schreef ook de "Old man Logan" verhaallijn, die verscheen in de Wolverine serie als een mogelijke toekomst. Millar, samen met nog een aantal andere schrijvers, werd gevraagd om advies te geven bij het schrijven van het script van Iron Man. Hij kwam met het idee om de Mandarin te vervangen met de Iron Monger, die normaal gezien de slechterik zou zijn in een van de vervolgen.
In 2014 werd Millar creative consultant bij Fox om advies te geven bij de X-Men en Fantastic Four films.

## Film adaptaties
| Jaar | Titel                        | Regisseur(s)         | Studio(s)                         | Gebaseerd op                                           | Budget       | Box office     | Rotten Tomatoes |
| Jaar | Titel                        | Regisseur(s)         | Studio(s)                         | Gebaseerd op                                           | USD$         | USD$           | Rotten Tomatoes |
| ---- | ---------------------------- | -------------------- | --------------------------------- | ------------------------------------------------------ | ------------ | -------------- | --------------- |
| 2008 | Wanted                       | Timur Bekmambetov    | Universal Studios                 | Wanted door Millar en J. G. Jones                      | $75.000.000  | $341.433.252   | 71%             |
| 2010 | Kick-Ass                     | Matthew Vaughn       | Lionsgate Films Universal Studios | Kick-Ass door Millar en John Romita, Jr.               | $30.000.000  | $96.188.903    | 76%             |
| 2013 | Kick-Ass 2                   | Jeff Wadlow          | Universal Studios                 | Kick-Ass 2 en Hit-Girl door Millar en John Romita, Jr. | $28.000.000  | $60.795.985    | 29%             |
| 2015 | Kingsman: The Secret Service | Matthew Vaughn       | 20th Century Fox                  | The Secret Service door Millar en Dave Gibbons         | $81.000.000  | $276.700.000   | 74%             |
| 2016 | Captain America: Civil War   | Anthony en Joe Russo | Marvel Studios                    | Civil War door Millar en Steve McNiven                 | $250.000.000 | $1.153.304.495 | 91%             |

- Bibsys: 10009403
- Biblioteca Nacional de Chile: 000767911
- Biblioteca Nacional de España: XX1652201
- Bibliothèque nationale de France: cb14453163b (data)
- Gemeinsame Normdatei: 1022650165
- International Standard Name Identifier: 0000 0001 0917 8591
- Library of Congress Control Number: n2001042701
- Nationale Bibliotheek van Tsjechië: xx0021135
- Nationale bibliotheek van Australië: 41218234
- Nationale Bibliotheek van Israël: 987007426435505171
- Nationale Bibliotheek van Polen: a0000002419416
- Nationale en Universitaire bibliotheek Zagreb: 000679471
- Nederlandse Thesaurus van Auteursnamen: 14904660X
- Réseau des bibliothèques de Suisse occidentale: 02-A014120699
- Istituto Centrale per il Catalogo Unico: TO0V523955
- Système universitaire de documentation: 080783147
- Trove: 1453522
- Virtual International Authority File: 76536007
- WorldCat: E39PBJgd6p9Kjcqvvk6gcwHDMP